# Romanska bågar
Romanska bågar är en dikt utgiven 1989 ur diktsamlingen För levande och döda. Dikten är skriven av den svenska författaren och nobelpristagaren Tomas Tranströmer.

## Bakgrund
Dikten skrevs förmodligen i samband med en resa till Venedig som Tranströmer och hans fru gjorde 1987. I ett brev skriver han följande: 
| ”                         | ”Vi gick in i San Marco-domen. Jag har alltid trott att jag kände starkast för gotiska valv, men nu upptäckte jag att det var de romanska som stod mig närmast. Ingenting överblickbart, den ena rymden som gömmer sig bakom den andra, som människolivet självt – jag blev så rörd att jag måste ledas ut förblindad av tårar. Det var verkligen en helt oväntad och på något sätt totalt befriande upplevelse mitt i turistghettot.” | „ |
| – Vår oändliga arkitektur | |   |

Citatet är mycket likt dikten.
Tranströmer har en bakgrund som psykolog vilket ofta kan anas i hans poesi. Hans förflutna som psykolog har skänkt honom en djupare förståelse av människan. I dikten Romanska bågar syns Tranströmers preferens för psykologi särskilt tydligt: dikten beskriver det mänskliga psyket närmast arkitektoniskt, som en oändlig mängd outforskade valv.

## Form
Dikten varierar stort i antal ord per rad. Det varierar från 2 till 11 ord. Hela dikten innehåller 14 rader och 93 ord sammanlagt. Dikten innehåller inga styckesindelningar. Tranströmer har gjort två indrag i texten som inte markerar stycke utan endast bryter en mening. Det kallas även för att använda sig av cesur. Detta är något som kan förekomma när man använder styckesmåttet hexameter. Detta styckesmått har rötter från antiken. Tranströmer är känd för att gärna använda sig av antika versmått.

## Handling
Dikten berättas av ett diktjag. Det finns inte någon explicit mottagare som diktjaget berättar för. Under dikten får diktjaget en uppenbarelse och möter en ängel utan ansikte. Ängeln viskar ”[...] Inne i dig öppnar sig valv bakom valv oändligt [...]” Dikten avslutas med iakttagelsen av den mänskliga komplexiteten hos människorna på piazzan utanför - ”Mr. och Mrs. Jones, Herr Tanaka och Signora Sabatini”, med orden ”Och inne i dem alla öppnade sig valv bakom valv oändligt”.
Genom dikten återkommer de romanska bågarna, först som kuliss för dikten, och senare i symbolisk bemärkelse. Ängelns viskning och kyrkans arkitektur skänker diktjaget en ny förståelse för människorna på piazzan utanför.

## Språk och stil
Följande litterära termer och stilformer finns i dikten:
- Metafor - begrepp som tillfälligt byts ut mot ett begrepp som liknar det ursprungliga: ett exempel på detta är ”viskade genom hela min kropp” ”blind av tårar”.
- Utrop - betoningar av enskilda meningar: ”Skäms inte för att du är människa, var stolt!”.
- Evidentia - en person som med ord beskriver berättelseförlopp eller händelser så utförligt att åhörarna upplever sig kunna se händelsen framför sig: ”turisterna trängdes i halvmörkret”, ”den solsjudande piazzan”.
- Symbol – föremål/händelse som står för något annat: ”inne i dem alla öppnade sig valv bakom valv oändligt” där valven är en symbol för psykiska insidan av personerna.

Tranströmer är känd för sitt sätt att skriva på ett vardagligt sätt men samtidigt behålla mystiken. Detta stämmer in även på denna dikt. Han skriver detaljerat om kyrkans insida men ängeln saknar ansikte vilket gör att läsaren får tolka det själv. Genom en blandning av konkreta beskrivningar och symboler och metaforer skapas en lättbegriplig dikt som fortfarande innehåller ett djup. 